# 陸夢豹
陸夢豹（1505年—？），字文蔚，江西南昌府豐城縣人，軍籍，明朝政治人物。

## 生平
嘉靖十三年（1543年）甲午科江西鄉試第十名舉人。嘉靖二十三年（1544年）中式甲辰科會試第二百二十八名，登第二甲第六十八名進士。授工部主事，二十六年九江抽分。

## 家族
曾祖陸具載，旌表義民；祖父陸德美；父陸時敘，生員 封文林郎府推官。母杜氏（封太孺人）。慈侍下。兄陸夢麟（前監察御史）。